# Jean Duclos (syndicaliste français)
Pour les articles homonymes, voir Jean Duclos et Duclos.
Jean Marie Duclos est un syndicaliste français, membre fondateur et secrétaire général du syndicat Force ouvrière en Dordogne.

## Biographie

### Enfance
Jean Marie Duclos est né le 11 mai 1914 à Badefols-d’Ans (Dordogne), où il a passé son enfance.

### Études
Il obtient son brevet de capacité en 1930 et devient instituteur. 

### Enseignement et engagement syndical
Affecté au préventorium départemental de Lanmary en 1937, il adhère à cette époque à la S.F.I.O. et à la Fédération des services publics et santé CGT. 

### Participation à la Résistance
Mobilisé  en 1939 au sein du 50e régiment d’Infanterie, il rejoint durant l’Occupation les rangs de la Résistance française et intègre, en juin 1943, l’A.S. Dordogne, groupe « Roger », en tant qu’agent de liaison, renseignement et logistique (fourniture de matériel et médicaments).

### Carrière professionnelle et syndicale
Il entre après-guerre à la préfecture de Dordogne. Il est élu secrétaire général du syndicat Force ouvrière des auxiliaires des préfectures lors de son congrès constitutif des 27 et 28 janvier 1948. En avril, lors du congrès constitutif de l’Union départementale FO de la Dordogne, il est élu secrétaire adjoint et devient à la fin de la même année secrétaire général, fonction qu’il occupe jusqu’en 1980. 
Au début des années 1950, Force Ouvrière met en place des délégués régionaux. Jean Duclos est alors chargé de l’Aquitaine et des deux départements charentais.
Administrateur de la Caisse départementale de sécurité sociale de Dordogne depuis 1947, vice-président à partir de 1950, administrateur de la Caisse régionale d’Aquitaine de 1947 à 1967, membre du Conseil d’administration de l’Assedic de Bordeaux, membre de nombre de commissions régionales en Aquitaine en matière de service public, d'éducation et de santé, il s’investit tout particulièrement dans la cause des handicapés, étant notamment administrateur de biens de malades mentaux et membre du Conseil d’administration de plusieurs œuvres d’assistance, hôpitaux et maisons de retraite.
Il fut conseiller économique et social d’Aquitaine (27 août 1976 - 26 décembre 1979).

### Mort
Il devint, après en avoir été conseiller municipal, maire de son village natal en 1958 et le resta sans discontinuer jusqu’à son décès le 25 décembre 1981.

## Distinctions
- Chevalier dans l'Ordre du Mérite Social
- Chevalier dans l'Ordre de la Légion d'Honneur